# Program Wenera
Program Wenera (też: Wieniera, ros. Венера) – program lotów radzieckich bezzałogowych sond kosmicznych, których celem było badanie planety Wenus. Sondy programu Wenera były wysyłane od 1961 do 1983 roku i różniły się od siebie pod względem konstrukcji i zadań. Były wśród nich sondy mające badać planetę podczas bliskiego przelotu, lądowniki i orbitery. Sondom programu Wenera zawdzięczamy pierwsze bezpośrednie pomiary struktury i składu atmosfery, fotografie powierzchni planety, analizy składu gruntu oraz mapy radarowe Wenus.
Z programem Wenera blisko związany był lot sondy Zond 1. Bezpośrednimi następcami programu Wenera były wysłane w 1984 roku sondy programu Wega. Obecnie w Rosji rozważany jest projekt skonstruowania nowej sondy badającej Wenus, nazwanej roboczo Wenera-D. Jej start może nastąpić najwcześniej w 2024 roku.

## Lista misji programu Wenera
Niektóre sondy z powodu awarii rakiet nośnych otrzymały nazwę ukrywającą ich prawdziwy program misji:
| Nazwa misji      | Data startu          | Uwagi                                                 |
| ---------------- | -------------------- | ----------------------------------------------------- |
| Tiażołyj sputnik | 4 lutego 1961        | Pozostał na orbicie wokółziemskiej.                   |
| Wenera 1         | 12 lutego 1961       | Pierwszy przelot obok Wenus; awaria.                  |
| Sputnik 19       | 25 sierpnia 1962     | Pozostał na orbicie wokółziemskiej.                   |
| Sputnik 20       | 1 września 1962      | Pozostał na orbicie wokółziemskiej.                   |
| Sputnik 21       | 12 września 1962     | Pozostał na orbicie wokółziemskiej.                   |
| Wenera 2         | 12 listopada 1965    | Przelot obok Wenus; awaria.                           |
| Wenera 3         | 16 listopada 1965    | Pierwsze wejście w atmosferę Wenus; awaria.           |
| Kosmos 96        | 23 listopada 1965    | Pozostał na orbicie wokółziemskiej.                   |
| Wenera 4         | 12 czerwca 1967      | Wejście w atmosferę Wenus.                            |
| Kosmos 167       | 17 czerwca 1967      | Pozostał na orbicie wokółziemskiej.                   |
| Wenera 5         | 5 stycznia 1969      | Wejście w atmosferę Wenus.                            |
| Wenera 6         | 10 stycznia 1969     | Wejście w atmosferę Wenus.                            |
| Wenera 7         | 17 sierpnia 1970     | Pierwsze udane lądowanie na Wenus.                    |
| Kosmos 359       | 22 sierpnia 1970     | Pozostał na orbicie wokółziemskiej.                   |
| Wenera 8         | 27 marca 1972        | Lądowanie na Wenus.                                   |
| Kosmos 482       | 31 marca 1972        | Pozostał na orbicie wokółziemskiej.                   |
| Wenera 9         | 8 czerwca 1975       | Pierwszy sztuczny satelita Wenus. Lądowanie na Wenus. |
| Wenera 10        | 14 czerwca 1975      | Sztuczny satelita Wenus. Lądowanie na Wenus.          |
| Wenera 11        | 9 września 1978      | Lądowanie na Wenus.                                   |
| Wenera 12        | 14 września 1978     | Lądowanie na Wenus.                                   |
| Wenera 13        | 30 października 1981 | Lądowanie na Wenus.                                   |
| Wenera 14        | 4 października 1981  | Lądowanie na Wenus.                                   |
| Wenera 15        | 2 czerwca 1983       | Sztuczny satelita Wenus.                              |
| Wenera 16        | 7 czerwca 1983       | Sztuczny satelita Wenus.                              |